# Phthia (Mythologie)
Phthia (altgriechisch Φθία Phthía oder im ionischen Dialekt Φθίη Phthíē) ist in der griechischen Mythologie, genauer bei Homer, ursprünglich eine Stadt und dann synonym der Distrikt im Süden Thessaliens (Mittelgriechenland), der später namensgebend in die Landschaft Phthiotis aufging. Phthia besteht aus dem Sperchiostal und der Nordküste des Golfs von Malia. Es ist das von Aiakos (lateinisch Aeacus) begründete Reich des Peleus und der Geburtsort von dessen Sohn Achilleus sowie die Heimat der Myrmidonen.
Gründer und eponymer Heros der Stadt Phthia war Phthios (lateinisch Phthius), Sohn des Poseidon und der Larissa, Bruder des Achaios und des Pelasgos. Laut Stephanos von Byzanz war jedoch eine Heroine namens Phthia die Eponyme.
Der erste nachsintflutliche erwähnte König ist Deukalion, der über Lykorea bei dem Gebirgspass Parnassos in Thessalien eingefallen sein und die Pelasger vertrieben haben soll.
Archäologische Nachweise für eine Lokalisierung des Ortes konnten bis jetzt nicht erbracht werden. Obwohl er meist mit der Stadt Farsala assoziiert wird, wird allgemein eine Region um das Othrys-Gebirge angenommen (dort befindet sich die Region der Finsternis).

In Platons Werk Kriton wird an einer Stelle Bezug auf Phthia genommen, einen Traum betreffend, den der Philosoph Sokrates hatte, als er im Gefängnis auf seine Hinrichtung wartete. Er erzählt seinem Freund Kriton, dass er in seinem neuen Zuhause einen Tag später ankommen werde, als Kriton erwarte, da er einen Traum interpretiert, der ihm zu verstehen gebe, dass er am übernächsten Tag hingerichtet werden würde:

„Sokrates: Es kam mir vor, als ob eine schöne, wohlgestaltete Frau, angetan mit weißen Kleidern, auf mich zukam, mich anrief und mir sagte: »O Sokrates, mögest du am dritten Tag in die schollige Phthia gelangen!«“

Phthia ist ebenfalls der Frauenname einer Reihe von Charakteren in der griechischen Mythologie.